# 朝田寺
朝田寺（ちょうでんじ）は、三重県松阪市朝田町(あさだちょう)にある天台宗延暦寺派の仏教寺院である。山号は光福山。院号は延命院。本尊は地蔵菩薩。地域では「朝田の地蔵さん」のほうが通りが良い。

## 沿革
「朝田寺縁起」の伝える伝承によれば、平安時代、練公長者（ねりきみのちょうじゃ）の本願により空海（弘法大師）が創建したとされ、本尊の地蔵菩薩立像は空海の作と伝わる。鎌倉時代、正応年間には伏見院（伏見天皇）の院宣により七堂伽藍を建立した。その後、織田信長の伊勢国平定の際に焼失するも、元亀年間に現在の地に移転。そして慶長年間には松坂城主の古田重勝に寺領を寄付して、城主に従っている。また、江戸時代には絵師・曾我蕭白が旅の際に2度立ち寄り、多くの作品をいまに残している（#文化財を参照）。明治時代より牡丹庭園が作られ、現在では約700株の牡丹が植えられている。
2014年7月には、県内を中心に活躍している4人の作家が、寺に襖絵を寄贈した。襖絵は経堂のふすまに描かれた。
近年の略歴
- 1997年　　　　　山門保存修繕作業完了
- 2002年　　　　　受付棟落成。それまで弥肋堂、書院にあった本尊がギャラリーへ移される。
- 2007年　　　　　ペット墓地開設
- 2012年2月　　　鐘楼大規模修繕・移設工事完了

## 諸堂
- 本堂　- 慶安5年（1652年）入母屋造　本瓦葺　昭和54年（1579年）3月23日、三重県重要文化財指定。梁間3間、桁行6間で、外陣・内陣・内内陣をそれぞれ2間に取る。本尊地蔵菩薩立像（国指定　平安前期）を安置する。なお国指定の曽我蕭白筆『唐獅子図』は内陣、地蔵菩薩を安置する須弥壇の東西の本堂壁面（板壁）に貼ってあったため、もとは壁貼り付け画である。
- 経堂　- もとは、南面3室（西より10畳・10畳・12畳半）、北面3室（8畳・8畳・10畳）で、四周を濡縁で囲む書院造りの建物である。北面西の8畳は一段高い上段の間となり、正面右に床、左に付け書院を備えている。写真は南面西側の下り棟の鬼瓦で、「元禄十二歳　已卯二月吉日」のヘラ描き銘、南面東側の下り棟の鬼瓦には、「元禄十一歳戊寅八月吉日　冨嶋九郎兵衛」のヘラ描き銘がある。このヘラ描き銘から、元禄11年（1698年）から12年にかけて建立されたと考えられる。
- 山門　- 平成12年（2000年）大規模修繕工事竣工。なお作業中に、山門落成年月の記された、当時の木札が発見された。
- 鐘楼　- 平成23年に半解体修繕工事を行い、瓦の葺き替え、柱梁の交換等を行った（一部の柱は解体された弥肋堂から流用）。なおその際、スダジイの下から弥肋堂のあった位置へ移築された。（木の下は湿気が溜まり老朽化が早まるため）
- 書院
- 観音堂- 昭和21年の昭和南海地震の3日後に倒壊したため、現存していない。
- 弥肋堂- 安置されていた本尊や仏像は、平成16年（2004年）に本堂と経堂の間に落成した受付棟のギャラリーへ移された。その後、著しい老朽化により平成22年（2010年）に解体されたため、現存しない。現在、跡地には移築された鐘楼が建っている。なお一部の柱や部材は鐘楼の大規模修繕の際に供出された。

## 道開け供養
当寺の周辺では道開け供養と呼ばれる風習がある。これは宗派は不問で、葬儀の終わりから地蔵盆の時期まで、故人の衣類を本堂の天井に掛け（掛衣という）、地蔵菩薩に故人の冥福を祈るという、全国的に見ても珍しいものである。　以前は伊勢の他の地域でも行われていたが、現在まで残っているのはこの地域のみである。
平安時代には　「わしが死んだら   朝田の地蔵に  かけておくれよ  振り袖を」と歌われており、地域との昔からの関わりがうかがえる。

## 法要
- 道明供養
- 水子供養
- 先祖供養
- 人形供養
- 腹帯祈当

## 年間行事
牡丹【四月中旬～四月下旬ごろ】
明治時代から始まった行事である。　
庭園が約700株の牡丹で彩られる。
地蔵盆【八月十六日～八月二十三日】
回向は本堂のほか、混雑時には、別棟の身がわり地蔵でもうけつけられている。
（身がわり地蔵とは、鎌倉時代に作られた本尊と全く同じ外観のもので、本尊がほかの寺院などに出かける際、みがわりの地蔵が本尊の機能を果たした。）
三回忌には、盆提灯を持参し、祭り当日に供養してもらう。
朝田地蔵祭り【八月二十三日】
地蔵盆の最終日に行われる祭り。「松阪しょんがい音頭と踊りの会」主催の盆踊り、伊勢修道協会の山伏による採灯護摩、火渡り、精霊供養の花火などが行われるほか、祭事終了後に、本尊の幕を閉める『閉帳の儀』、1年間本堂にかけられていた故人の掛衣、および3回忌を迎えた盆提灯を燃やして供養する、「お焚きあげ」が行われる。
なお、翌日の24日は1年で唯一、本尊の戸が閉ざされる日である。そのため、その日に限り回向、および拝観受付等は行われていない。
除夜の鐘【十二月三十一日】
一年の最後の行事で、金を108回鳴らし、その年を振り返り、新たな年を迎えるための行事である。
このほか、不定期で写経会や、オペラ歌手によるミニコンサートなども開催されている。

## 文化財

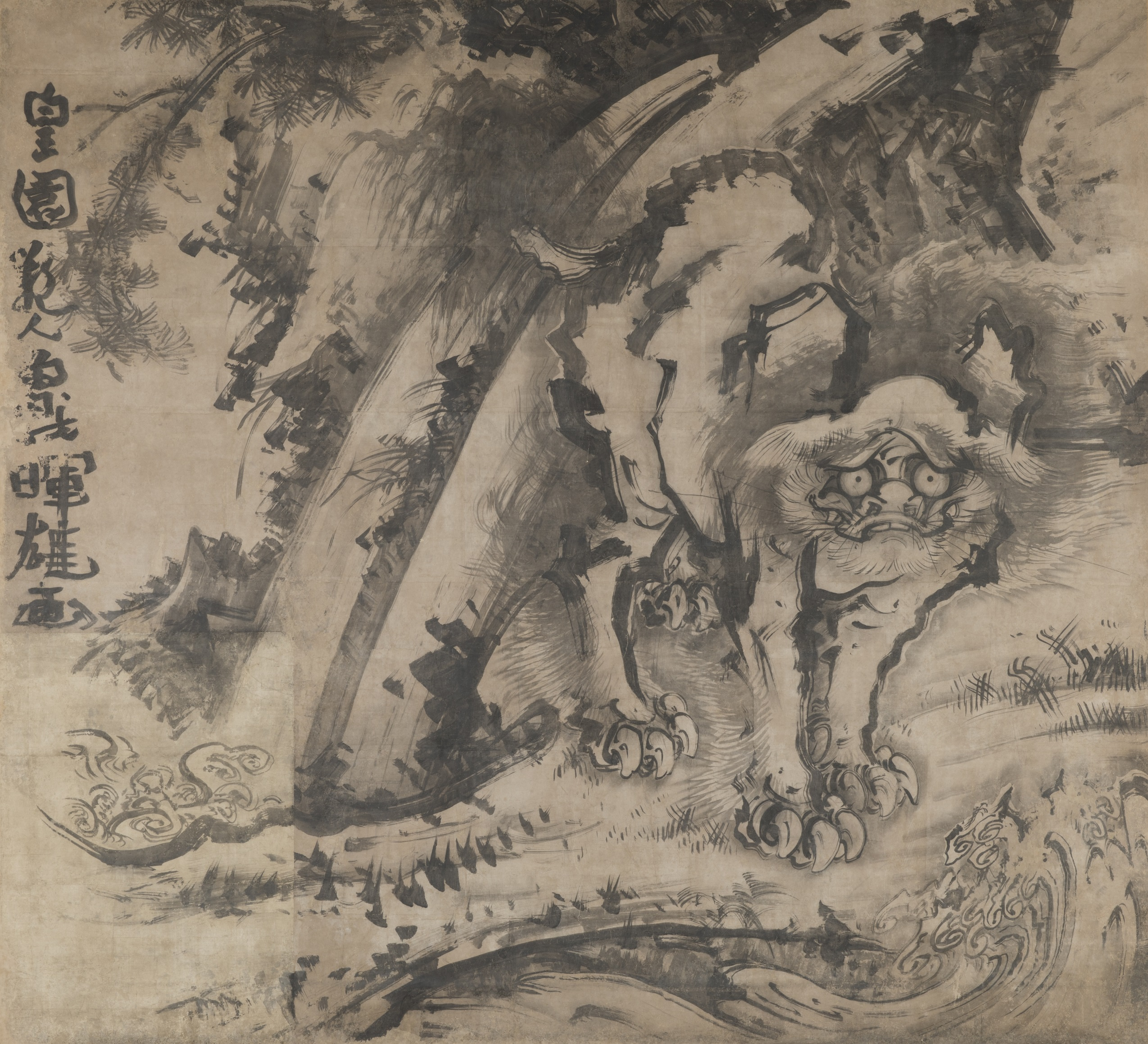
曽我蕭白筆 唐獅子図（2幅のうち）

### 重要文化財（国指定）
- 木造地蔵菩薩立像（指定 明治37年8月29日）[2]
- 紙本墨画唐獅子図（旧本堂壁貼付）曽我蕭白筆 2幅（附 板絵著色杉戸絵（鳳凰図、萩兎図、獏図、槇図）曽我蕭白筆 8面）（指定 平成3年6月21日）[5]

### 県指定文化財
- 盂蘭盆経説相図（指定 昭和47年4月1日）[6]
- 朝田寺山門（指定 昭和54年3月23日）[7]
- 朝田寺本堂（指定 昭和54年3月23日）[8]
- 木造僧形坐像（指定 昭和53年2月7日）[9]

### 市指定文化財
- 唐人物図　曽我蕭白筆（指定 昭和62年3月24日）[10]
- 雄鶏図　曽我蕭白筆（指定 昭和62年3月24日）[10]
- 雁図　曽我蕭白筆（指定 昭和62年3月24日）[10]
- 布袋図　曽我蕭白筆（指定 昭和62年3月24日）[10]
- 書院（指定 平成31年4月18日）[11]

## 堀町遺跡との関わり
朝田寺の周辺は、縄文時代から江戸時代の集落跡である「堀町遺跡」という遺跡でもある。この遺跡からは「盛法寺」や「少■寺」（2字目は不明）と墨書された平安時代の陶器が発掘されており、当地周辺は古来より多くの寺院が関わる場所だったことがわかっている。

## 周辺風景
寺の周りは、秋には黄金いろの稲穂を恵む、田んぼに360度囲まれている。田んぼの真ん中に位置するため、民家などは隣接しておらず、静寂を保っている。山門へと至る、正面の道には、たくさんの松の木が植えられている。なお近年耕地整理事業により、松阪市立朝見小学校方面へと至る農道が完成し、風景が少し変わりつつある。

## 交通
- 近鉄山田線・JR紀勢本線・JR名松線松阪駅より車で約10分
- 近鉄山田線東松阪駅より徒歩30分
- JR紀勢本線徳和駅より徒歩30分
- 伊勢自動車道松阪インターチェンジより車で約20分